# Qian'an
Qian'an (chinês tradicional: 遷安, chinês simplificado: 迁安, pinyin: Qiān'ān) é uma cidade na província de Hebei, na China. Possuia 810.000 habitantes em 2017.
Foi fundada na Dinastia Han como "Condado Lingzhi", sendo alterado para "Condado Anxi", nome que manteve até ser renomeado em 1996, para "Qian'An". Foi conquistada pelos povos Manchus em 1629, no fim da Dinastia Ming.